# Női gyorskorcsolya-csapatverseny a 2010. évi téli olimpiai játékokon
A 2010. évi téli olimpiai játékokon a gyorskorcsolya női csapatversenyét február 26-án és 27-én rendezték a Richmond Olympic Oval pályán, Richmondban. Az aranyérmet a német csapat nyerte. A versenyszámban nem vett részt magyar csapat.

## Rekordok
A versenyt megelőzően a következő rekordok voltak érvényben:
| Világrekord     | Kanada (CAN) | 2:55,79 | Calgary, Kanada     | 2009. december 6. |
| Olimpiai rekord | Kanada (CAN) | 3:01,24 | Torino, Olaszország | 2006. február 15. |

A versenyen új rekord nem született.

## Eredmények
A versenyen nyolc csapat vett részt. A negyeddöntőben négy futamban két-két csapat versenyzett, a győztesek az elődöntőbe jutottak, a vesztesek az időeredményeik alapján kerültek a C-, és D-döntőkbe. Az elődöntők győztesei jutottak az A-döntőbe, a vesztesek a B-döntőben a bronzéremért versenyezhettek. A futamokon a táv 6 kör, azaz 2400 méter volt.
Az időeredmények másodpercben értendők.

### Menetrend
| február 26.  | február 26. | február 27. |
| ------------ | ----------- | ----------- |
| Negyeddöntők | Elődöntők   | Döntők      |

### Ágrajz
|  | Negyeddöntők | Negyeddöntők     | Negyeddöntők |  |  | Elődöntők        | Elődöntők        | Elődöntők |       |         | Döntő            | Döntő            | Döntő         |  |
|  |              |                  |              |  |  |                  |                  |           |       |         |                  |                  |               |  |
|  | 1            | Kanada           | 3:02,24      |  |  |                  |                  |           |       |         |                  |                  |               |  |
|  | 7            | Egyesült Államok | 3:02,19      |  |  | Egyesült Államok | Egyesült Államok | 3:03,78   |       |         |                  |                  |               |  |
|  | 5            | Hollandia        | 3:03,38      |  |  | Németország      | Németország      | 3:03,55   |       |         |                  |                  |               |  |
|  | 4            | Németország      | 3:01,95      |  |  |                  |                  |           |       |         | Németország      | Németország      | 3:02,82       |  |
|  | 3            | Japán            | 3:02,89      |  |  |                  |                  | Japán     | Japán | 3:02,84 |                  |                  |               |  |
|  | 6            | Dél-Korea        | 3:07,45      |  |  | Japán            | Japán            | 3:02,73   |       |         |                  |                  |               |  |
|  | 8            | Lengyelország    | 3:02,90      |  |  | Lengyelország    | Lengyelország    | 3:02,92   |       |         |                  |                  |               |  |
|  | 2            | Oroszország      | 3:04,86      |  |  |                  |                  |           |       |         | Bronzmérkőzés    | Bronzmérkőzés    | Bronzmérkőzés |  |
|  |              |                  |              |  |  |                  |                  |           |       |         |                  |                  |               |  |
|  |              |                  |              |  |  |                  |                  |           |       |         | Egyesült Államok | Egyesült Államok | 3:05,30       |  |
|  |              |                  |              |  |  |                  |                  |           |       |         | Lengyelország    | Lengyelország    | 3:03,73       |  |

### Negyeddöntők
| Helyezés       | Csapat                                                                                    | Idő            | Különbség      | Megjegyzés              |
| 1. negyeddöntő | 1. negyeddöntő                                                                            | 1. negyeddöntő | 1. negyeddöntő | 1. negyeddöntő          |
| -------------- | ----------------------------------------------------------------------------------------- | -------------- | -------------- | ----------------------- |
| 1.             | Japán (JPN) · Hozumi Maszako · Kodaira Nao · Tabata Maki                                  | 3:02,89        |                | az 1. elődöntőbe jutott |
| 2.             | Dél-Korea (KOR) · I Csujon · No Szonjong · Pak Tojong                                     | 3:07,45        | +4,56          | a D-döntőbe jutott      |
| 2. negyeddöntő |                                                                                           |                |                |                         |
| 1.             | Lengyelország (POL) · Katarzyna Bachleda-Curuś · Katarzyna Woźniak · Luiza Złotkowska     | 3:02,90        |                | az 1. elődöntőbe jutott |
| 2.             | Oroszország (RUS) · Galina Lihacsova · Jekatyerina Lobiseva · Jekatyerina Sihova          | 3:04,86        | +1,96          | a D-döntőbe jutott      |
| 3. negyeddöntő |                                                                                           |                |                |                         |
| 1.             | Németország (GER) · Daniela Anschütz-Thoms · Stephanie Beckert · Anni Friesinger-Postma   | 3:01,95        |                | a 2. elődöntőbe jutott  |
| 2.             | Hollandia (NED) · Renate Groenewold · Diane Valkenburg · Ireen Wüst                       | 3:03,38        | +1,43          | a C-döntőbe jutott      |
| 4. negyeddöntő |                                                                                           |                |                |                         |
| 1.             | Egyesült Államok (USA) · Jennifer Rodriguez · Jilleanne Rookard · Nancy Swider-Peltz, Jr. | 3:02,19        |                | a 2. elődöntőbe jutott  |
| 2.             | Kanada (CAN) · Kristina Groves · Christine Nesbitt · Brittany Schussler                   | 3:02,24        | +0,05          | a C-döntőbe jutott      |

### Elődöntők
| Helyezés    | Csapat                                                                                    | Idő         | Különbség   | Megjegyzés          |
| 1. elődöntő | 1. elődöntő                                                                               | 1. elődöntő | 1. elődöntő | 1. elődöntő         |
| ----------- | ----------------------------------------------------------------------------------------- | ----------- | ----------- | ------------------- |
| 1.          | Japán (JPN) · Hozumi Maszako · Kodaira Nao · Tabata Maki                                  | 3:02,73     |             | az A-döntőbe jutott |
| 2.          | Lengyelország (POL) · Katarzyna Bachleda-Curuś · Katarzyna Woźniak · Luiza Złotkowska     | 3:02,92     | +0,19       | a B-döntőbe jutott  |
| 2. elődöntő |                                                                                           |             |             |                     |
| 1.          | Németország (GER) · Daniela Anschütz-Thoms · Stephanie Beckert · Anni Friesinger-Postma   | 3:03,55     |             | az A-döntőbe jutott |
| 2.          | Egyesült Államok (USA) · Jennifer Rodriguez · Jilleanne Rookard · Nancy Swider-Peltz, Jr. | 3:03,78     | +0,23       | a B-döntőbe jutott  |

### Döntők
| Helyezés | Csapat                                                                                   | Idő     | Különbség | Megjegyzés |
| A-döntő  | A-döntő                                                                                  | A-döntő | A-döntő   | A-döntő    |
| -------- | ---------------------------------------------------------------------------------------- | ------- | --------- | ---------- |
| Arany    | Németország (GER) · Daniela Anschütz-Thoms · Stephanie Beckert · Katrin Mattscherodt     | 3:02,82 |           |            |
| Ezüst    | Japán (JPN) · Hozumi Maszako · Kodaira Nao · Tabata Maki                                 | 3:02,84 | +0,02     |            |
| B-döntő  |                                                                                          |         |           |            |
| Bronz    | Lengyelország (POL) · Katarzyna Bachleda-Curuś · Katarzyna Woźniak · Luiza Złotkowska    | 3:03,73 |           |            |
| 4.       | Egyesült Államok (USA) · Catherine Raney-Norman · Jennifer Rodriguez · Jilleanne Rookard | 3:05,30 | +1,57     |            |
| C-döntő  |                                                                                          |         |           |            |
| 5.       | Kanada (CAN) · Kristina Groves · Christine Nesbitt · Brittany Schussler                  | 3:01,41 |           |            |
| 6.       | Hollandia (NED) · Diane Valkenburg · Jorien Voorhuis · Ireen Wüst                        | 3:02,04 | +0,63     |            |
| D-döntő  |                                                                                          |         |           |            |
| 7.       | Oroszország (RUS) · Jekatyerina Lobiseva · Alla Sabanova · Jekatyerina Sihova            | 3:06,47 |           |            |
| 8.       | Dél-Korea (KOR) · I Csujon · No Szonjong · Pak Tojong                                    | 3:06,96 | +0,49     |            |